# Klapopteryx armillata
Klapopteryx armillata is een steenvlieg uit de familie Austroperlidae. De wetenschappelijke naam van de soort is voor het eerst geldig gepubliceerd in 1928 door Navás.